# LAMP1
LAMP1 (англ. Lysosomal-associated membrane protein 1) — гликопротеин лизосомальной мембраны. Вместе с другим гомологичным белком LAMP2 составляет около 50 % от всех белков мембраны лизосом. Лизосомами считаются внутриклеточные органеллы, которые содержат эти белки.

## Структура
Зрелый белок LAMP1 относится к трансмембранным белкам, содержит 389 аминокислот (сигнальный пептид, направляющий вновь синтезированный белок к лизосомам и позже отщепляющийся, содержит 27 аминокислот). Белковая часть молекулы имеет молекулярную массу около 40 кДа. Однако в клетке белок сильно гликозилирован так, что его полная масса составляет около 120 кДа, поэтому когда он был открыт в 1985—1986 годах его назвали «120-кДа лизосомальный мембранный гликопротеин» (120-kDa lysosomal membrane glycoprotein, lgp120).
Около 90 % белковой молекулы находится во внутреннем пространстве лизосомы и сильное гликозилирование защищает белок от агрессивной кислой и богатой гидролазами среды. Короткий цитозольный фрагмент отличается высоким консерватизмом и сохраняется в практически неизменном виде среди млекопитающих и птиц.

## Применение в клеточной биологии
Так как по определению лизосомами считаются внутриклеточные органеллы, которые содержат в своей мембране LAMP1 и LAMP2, белок используется как клеточный маркёр лизосом.